# Mandaatgebied

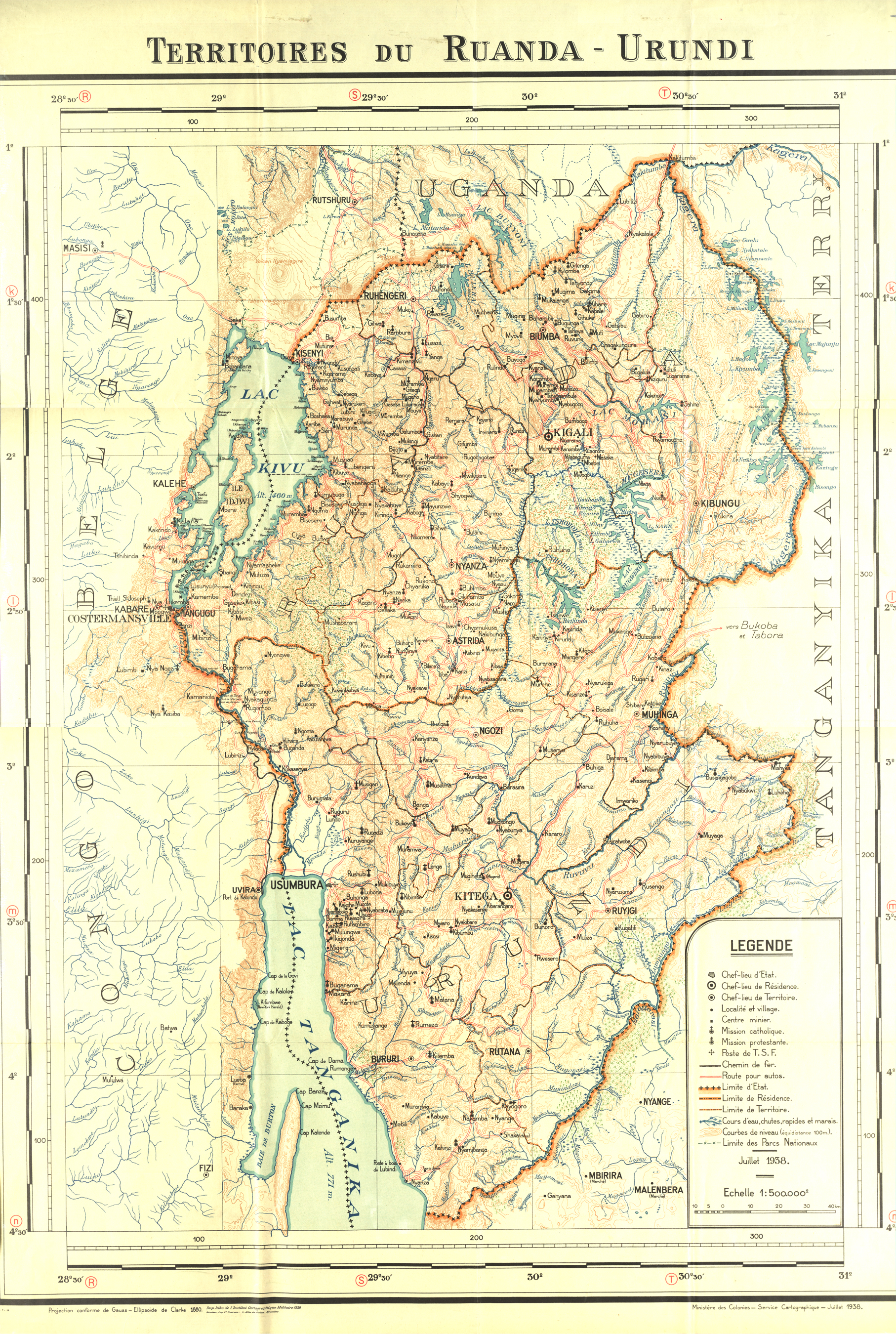
Ruanda-Urundi was mandaatgebied en vervolgens trustschap tussen 1924 & 1962

Een mandaatgebied of kortweg mandaat is de voogdij na de Eerste Wereldoorlog op basis van artikel 22 van het Handvest van de Volkenbond, die door verschillende staten (mandatarissen) werd uitgeoefend. Deze voogdij werd uitgeoefend over voormalige Duitse koloniën en delen van het vroegere Ottomaanse Rijk, onder toezicht van de mandatencommissie van de Volkenbond. Deze gebieden kunnen in feite gezien worden als een annexatie van de Duitse kolonies en delen van het Ottomaanse Rijk door de overwinnaars van de Grote Oorlog.
Men onderscheidde: 
- A-mandaten, gebieden die in principe voor onafhankelijkheid in aanmerking kwamen, maar waarvan men vond dat zij tijdelijk bestuur nodig hadden,
- B-mandaten, voor onbepaalde tijd als afzonderlijke eenheid door de mandataris te besturen,
- C-mandaten, door de mandataris te besturen als deel van het eigen gebied of van de eigen kolonie.

## A-mandaten
- Mesopotamië (Brits mandaat van 1920 tot 1932, het huidige Irak)
- Palestina (Brits mandaat van 1923 tot 1948: Palestina ten westen van de Jordaan, het tegenwoordige Israël, de Westelijke Jordaanoever en de Gazastrook)
- Syrië (Frans mandaat van 1920 tot 1945, tegenwoordig Syrië en Libanon)
- Transjordanië (Brits mandaat van 1921 tot 1946, het huidige Jordanië)

## B-mandaten
- Brits-Kameroen (Brits mandaat, thans verdeeld over Nigeria en Kameroen)
- Brits-Togoland (Brits mandaat, thans deel van Ghana)
- Frans-Kameroen (Frans mandaat, het huidige Kameroen)
- Frans-Togoland (Frans mandaat, het huidige Togo)
- Ruanda-Urundi (Belgisch mandaat, thans Rwanda en Burundi)
- Tanganyika (Brits mandaat, thans (het grootste) deel van Tanzania)

## C-mandaten
- Nauru (Australisch mandaat, het huidige Nauru)
- Territorium Nieuw-Guinea (Australisch mandaat, thans deel van Papoea-Nieuw-Guinea)
- West-Samoa (Nieuw-Zeelands mandaat, het huidige Samoa)
- Japans Zuidzeemandaat (Japans mandaat, thans de Marshalleilanden, Micronesia, de Noordelijke Marianen en Palau)
- Zuidwest-Afrika (Zuid-Afrikaans mandaat, het huidige Namibië)

Na de Tweede Wereldoorlog werden de mandaten omgezet in trustschappen onder supervisie van de Trustschapsraad van de Verenigde Naties, die in tegenstelling tot de mandatencommissie onderzoek ter plaatse kon instellen. Japanse mandaten in de Zuidzee kwamen onder bestuur van de VS (het Trustschap van de Pacifische Eilanden); Zuid-Afrika weigerde de trustschapovereenkomst te tekenen, en bleef Zuidwest-Afrika als C-mandaat besturen.
| Afrika en het Midden-Oosten | Oceanië                                                                             |
| --- | ----------------------------------------------------------------------------------- |
| |                                                                                     |
| 1. Syrië 2. Libanon 3. Palestina 4. Transjordanië 5. Irak 6. Brits Togoland 7. Frans Togoland 8. Brits Kameroen 9. Frans Kameroen 10. Ruanda-Urundi 11. Tanganyika 12. Zuidwest-Afrika | 1. Japans mandaat 2. Australisch mandaat 3. Brits mandaat 4. Nieuw-Zeelands mandaat |